# 比西勒鲁瓦
比西勒鲁瓦（法語：Bucy-le-Roi，法語發音：[bysi lə ʁwa]）是法国卢瓦雷省的一个市镇，位于该省西北部，属于奥尔良区。

## 地理
比西勒鲁瓦（48°3'37"N, 1°55'2"E）面积4.58 平方千米，位于法国中央-卢瓦尔河谷大区卢瓦雷省，该省份为法国中北部省份，北起埃松省，西北接厄尔-卢瓦省，西南接卢瓦-谢尔省，南至涅夫勒省和谢尔省，东临约讷省，东北接塞纳-马恩省。
与比西勒鲁瓦接壤的市镇（或旧市镇、城区）包括：阿尔特奈、舍维伊、圣利耶拉福雷、特里奈。

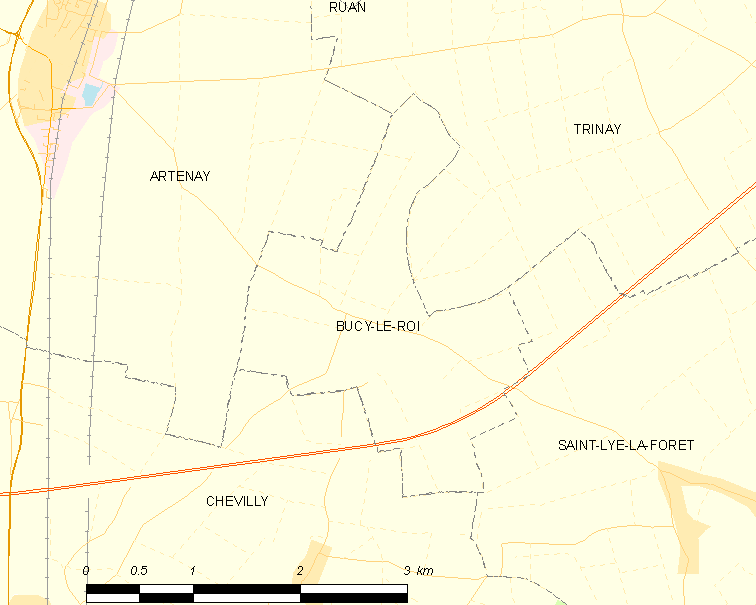
比西勒鲁瓦的OSM定位图

比西勒鲁瓦的时区为UTC+01:00、UTC+02:00（夏令时）。

## 行政
比西勒鲁瓦的邮政编码为45410，INSEE市镇编码为45058。

## 政治
比西勒鲁瓦所属的省级选区为卢瓦尔河畔默恩县。

## 人口

1962-2008年间比西勒鲁瓦人口变化图示

比西勒鲁瓦于2022年1月1日时的人口数量为177人。